# Tata Novus
Der Tata Novus ist der erste neue LKW von Tata Motors seit der Übernahme von Tata Daewoo Commercial Vehicle, der LKW-Produktion von Daewoo. Der Novus basiert auf dem Daewoo Novus, der in Südkorea gebaut wird. Er kam im Dezember 2005 heraus. So wurde Tata Motors zum ersten indischen Hersteller, der ein schweres Nutzfahrzeug mit 300 PS (221 kW) Motorleistung anbieten konnte.

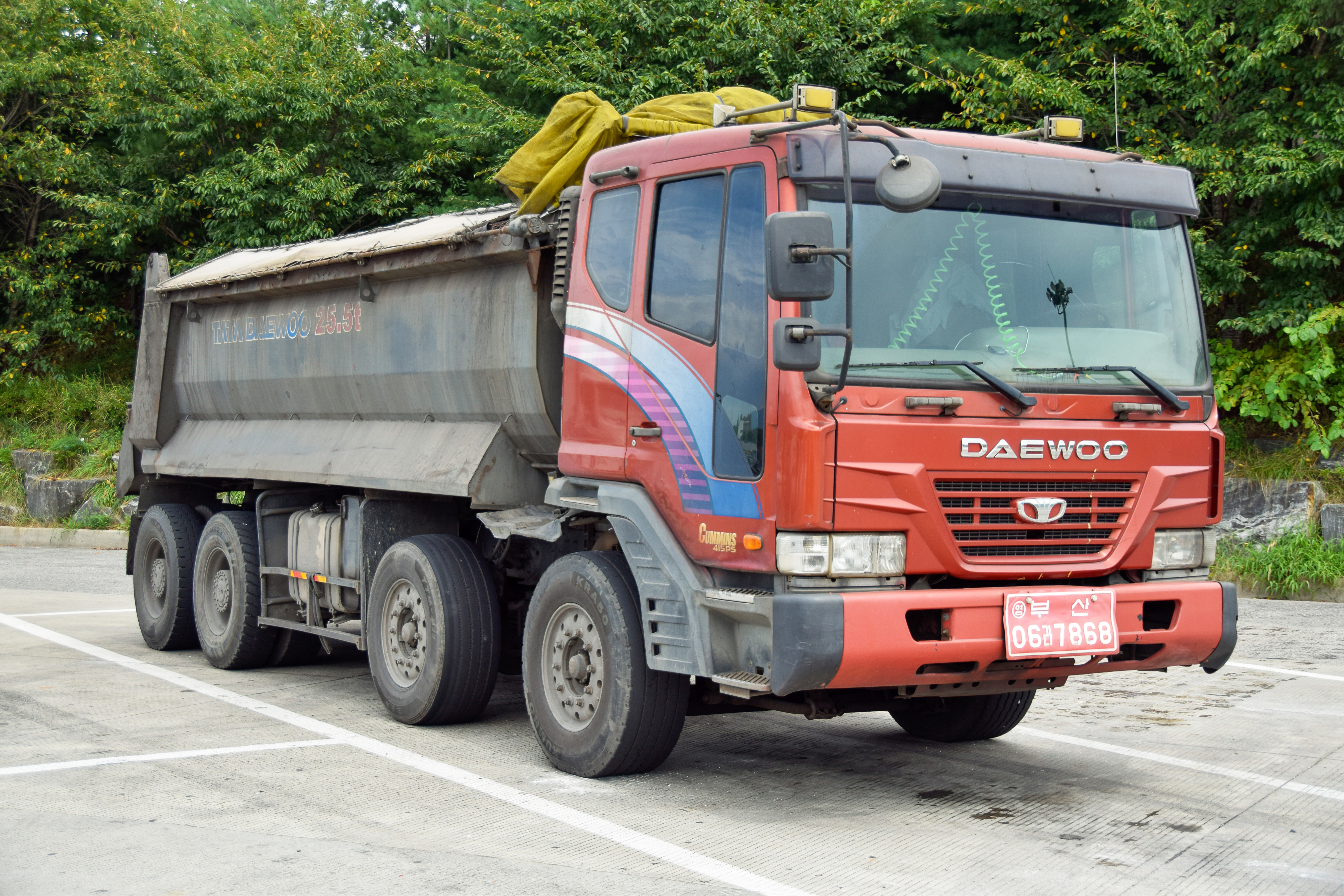
Ein Daewoo Novus 8×4 in Südkorea

Der Novus wird von einem Cummins-Dieselmotor, Typ C8.3-300 (8,3 l Hubraum, 300 PS (221 kW))  angetrieben. Sein voll synchronisiertes Getriebe hat zehn Vorwärtsgänge und zwei Rückwärtsgänge.